# Castelnuovo Tancredi
Castelnuovo Tancredi (già Castelnuovo Guiglieschi) è una località nel comune italiano di Buonconvento, nella provincia di Siena, in Toscana.

## Storia
Il borgo ha origine alto-medievale e a intorno all'anno 1000 risale l'edificazione di una prima torre a scopo difensivo, utilizzata come granaio e in seguito come sede delle guarnigioni senesi in guerra con i comuni della Maremma. Fino al XIII secolo fu signoria dei nobili Guiglieschi e per questo era conosciuto come Castelnuovo Guglieschi, come lo si trova citato nel 1214. Nel 1413 la Repubblica di Siena pose le due comunità di Castelnuovo e di Bibbiano Guiglieschi sotto un'unica amministrazione retta da un giusdicente di seconda classe.
Passò in seguito ad altre famiglie senesi, tra i quali i Bargagli, ma soprattutto i Tancredi, che trasformarono il castello in una imponenete villa fortificata, legando il proprio nome a quello del borgo. Nel 1833 la frazione di Castelnuovo Tancredi contava 119 abitanti.
La villa-castello è da secoli sede di una vasta proprietà fondiaria di tipo agrario, acquistata dai Venturini-Del Greco nel 1897.

## Monumenti e luoghi d'interesse
- Chiesa di San Bartolomeo[1]
- Castello di Castelnuovo Tancredi[2][3][4]